# Heide Grübl

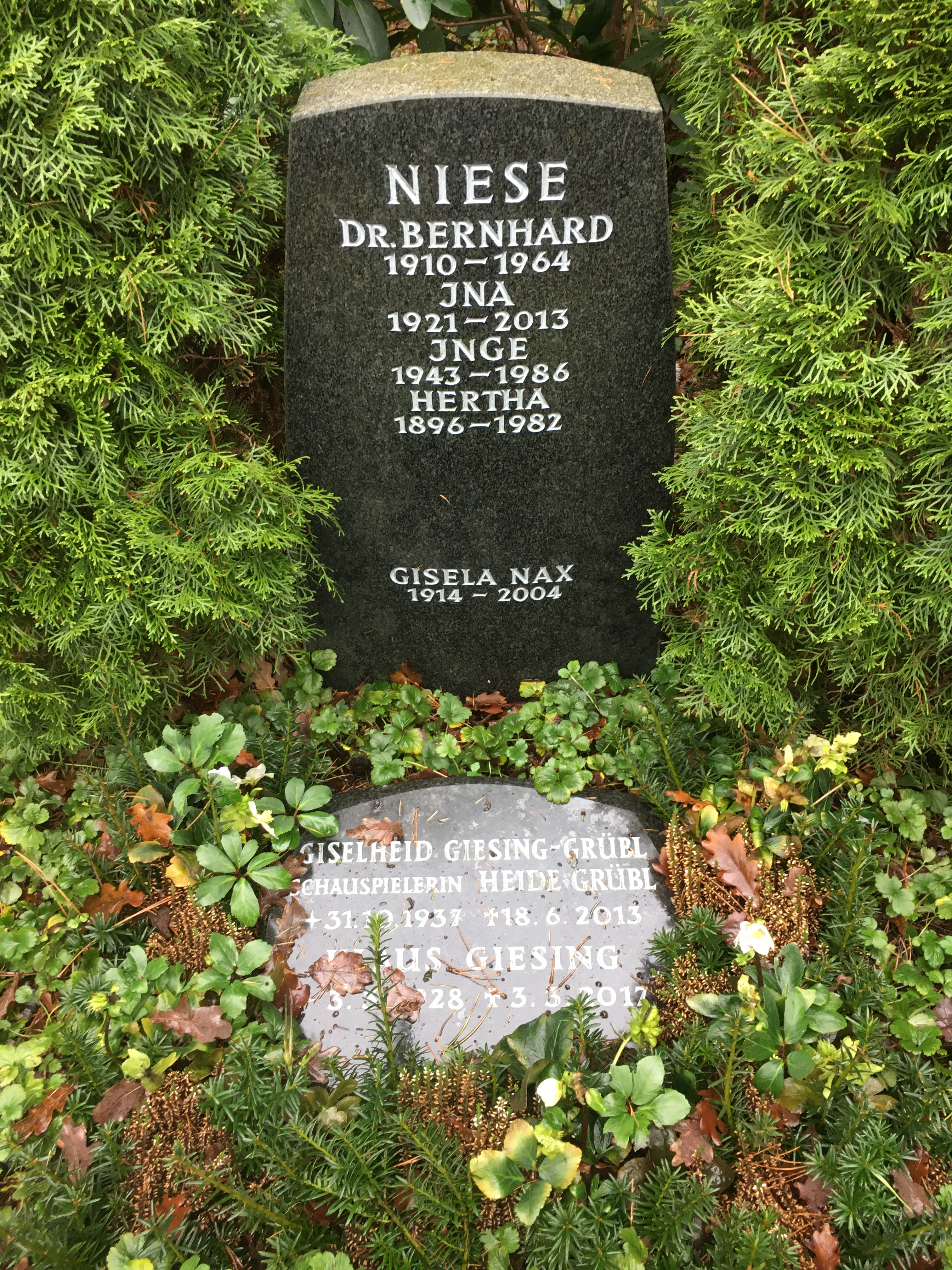
Grabstätte Heide Grübl auf dem Friedhof Ohlsdorf

Heide Grübl (bürgerlich Giselheid Giesing-Grübl) (* 31. Oktober 1937 in Gurk; † 18. Juni 2013) war eine österreichische Schauspielerin und Hörspielsprecherin.

## Leben
Heide Grübl wurde an der Londoner Royal Academy of Dramatic Art zur Schauspielerin ausgebildet. Erste Verpflichtungen führten sie nach Wien und Berlin, dort unter anderem an die Volksbühne. Von 1964 bis 2004 gehörte Grübl dem Ensemble des Deutschen Schauspielhauses in Hamburg an. In der Hansestadt spielte sie in dieser Zeit auch an den Kammerspielen und am St. Pauli-Theater. Gastweise trat sie daneben bei den Ruhrfestspielen in Recklinghausen und am Landestheater Niederösterreich in St. Pölten auf.
Ende der 1960er-Jahre begann Heide Grübl sporadisch vor der Kamera zu arbeiten und war in bekannten Serien wie Percy Stuart, Im Auftrag von Madame oder Das Duo zu sehen. Zwischen 2005 und 2007 spielte sie in mehreren Folgen die Rolle der Frau Märtens in der ZDF-Serie Der Fürst und das Mädchen.
Nach ihrer Berufsausbildung hatte Heide Grübl in einigen Hörspielen der BBC mitgewirkt. Auch in Deutschland sprach sie ab 1967 in verschiedenen Produktionen des Norddeutschen Rundfunks.
Heide Grübl verstarb 75-jährig und wurde auf dem Hamburger Friedhof Ohlsdorf beigesetzt. Die Grabstätte befindet sich im Planquadrat P 25 nördlich des Wasserturms an der Cordesallee.

## Filmografie
- 1968: Über den Gehorsam
- 1971: Percy Stuart – Die Weltregierung
- 1972: Im Auftrag von Madame – Walzer linksrum
- 1974: Die Jungfrau von Orleans
- 1974: Tatort – 3:0 für Veigl
- 1974: Im Auftrag von Madame – Gespenst zu verkaufen
- 1977: Frauen in New York
- 1979: Perichole
- 1992: Schlafende Hunde
- 1995: Doppelter Einsatz – Tödlicher Einsatz
- 1996: Tatort – Der kalte Tod
- 1997: Freier Fall
- 2002: Mord im Haus der Herrn
- 2004: Das Duo – Bauernopfer
- 2005–2007: Der Fürst und das Mädchen (19 Folgen als Frau Märtens)
- 2006: Tatort – Schwarzes Herz
- 2009: Das Duo – Wölfe und Lämmer

## Hörspiele
- 1967: Fahren Sie mit uns nach Gamberien – Autor: Jiří Melisek – Regie: Otto Kurth
- 1969: „O“ – Autor: Sandro Key-Aaberg – Regie: Heinz Hostnig
- 1970: Kein Kündigungsgrund – Autor: Klas Ewert Everwyn – Regie: Wolfgang Schenck
- 1972: Ende gut – alles gut – Autor: Peter Hoch – Regie: Heinz Hostnig
- 1972: Von einem der auszog, das Fürchten zu lernen – Autoren und Regie: Veit Erlmann und Edgar Piel
- 1974: Das Haus in Oneida – Autor: Lars Gustafsson – Regie: Horst Loebe
- 1974: Für den Funk dramatisierte Ballade von drei wichtigen Männern sowie dem Personenkreis um sie herum – Autorin: Elfriede Jelinek – Regie: Heinz Hostnig
- 1974: Der Traum als Dictionnaire oder Est et non – Autor: Ingomar von Kieseritzky – Regie: Heinz Hostnig
- 1977: Agrippina – Autor: Daniel Casper von Lohenstein – Regie: Hubert Fichte
- 1979: Schafskopfhörer – Autorin: Ginka Steinwachs – Regie: Heinz Hostnig
- 1979: Knuff – Autor: Rainer Puchert – Regie: Hans Rosenhauer
- 1982: Die Kolonie – Autor: Pierre Carlet de Marivaux – Regie: Ulrich Heising
- 1986: Öffentlich-Rechtlich – Autor: Alois Schöpf – Regie: Günter Bommert